# Hans Klodt
Johannes Emil Klodt, bekannt als Hans Klodt (* 10. Juni 1914 in Gelsenkirchen; † 7. November 1996 ebenda) war ein deutscher Fußballtorwart, der 17 Mal in der A-Nationalmannschaft zum Einsatz kam.

## Karriere

### Vereine
Hans Klodt, Bruder von Bernhard, der 1954 mit der A-Nationalmannschaft in der Schweiz Weltmeister wurde, begann beim BV Gelsenkirchen mit dem Fußballspielen. Zur Saison 1935/36 verpflichtete ihn der FC Schalke 04, für den er bis Ende September 1944 in der Gauliga Westfalen, eine von 16 höchsten Spielklassen in Deutschland nach der nationalsozialistischen Machtergreifung, aktiv war. Er trat dort die Nachfolge von Hermann Mellage, der nach Wuppertal wechselte, an. Aufgrund der Sperrfrist bei Vereinswechseln musste er drei Monate pausieren und kam erstmals am 17. Januar 1937 zum Einsatz. Er gewann mit dem FC Schalke 04 als erstem deutschen Verein 1937 das Double, Meisterschaft und Pokalsieg in einer Spielzeit. 1942 und 1943 wurde er aufgrund einer erlittenen Kriegsverletzung durch Heinz Flotho vertreten und verpasste somit den Gewinn der Meisterschaft 1942. Nach seiner Genesung wechselte er sich mit Heinz Flotho ab – einmal Klodt im Tor und Flotho im Sturm, im nächsten Spiel umgekehrt. Bei diesen Einsätzen erzielte Klodt in der Gauliga und in Pokalspielen insgesamt fünf Tore. Nach dem Zweiten Weltkrieg bestritt er in der neugeschaffenen höchsten deutschen Spielklasse, der Oberliga, die Saison 1947/48 in der Oberliga West.
Von 1948 bis 1955 war er als Spielertrainer für die SpVg Beckum aktiv. In seiner ersten Saison führte er den Verein in der Bezirksliga Hellweg zur Meisterschaft und mit der sich anschließenden und erfolgreichen Aufstiegsrunde in die Landesliga Westfalen, der der Verein bis zur Schaffung der Verbandsliga Westfalen 1956 angehörte.

### Nationalmannschaft
Für die A-Nationalmannschaft bestritt er in drei Jahren 17 Länderspiele. Er debütierte am 20. März 1938 beim 2:1-Sieg über die Auswahl Luxemburgs in Wuppertal. Sein letztes Länderspiel am 5. Oktober 1941 ging in Solna mit 2:4 gegen die Auswahl Schwedens verloren.

## Erfolge
- Deutscher Meister 1937, 1939, 1940
- Tschammerpokal-Sieger 1937

## Berufliche Laufbahn
Klodt arbeitete als Werkmeister im Eisenwerk „Schalker Verein“.